# Polly (singel)
Polly är en promosingel med det amerikanska grungebandet Nirvana. Låten är daterad till åtminstone 1988 och gick tidigare under namnen "Hitchhiker" och senare "Cracker" innan det slutgiltiga namnet "Polly" bestämdes under 1989. Låten valdes bort från Bleach till fördel för mer aggressiva grungelåtar. "Polly" spelades in för Blew också, men valdes bort från EP:n då den var särskilt komplicerad för bandet främst eftersom de inte lyckades hålla samma tempo. Istället släpptes låten drygt två år senare på Nirvanas andra studioalbum, Nevermind. Låten spelades in i april 1990 och trumslagare då var Chad Channing, som tvingades lämna Nirvana innan Nevermind började spelas in med Butch Vig. Dock behöll bandet versionen från 1990, istället för att spela in den igen året därefter, och detta gör låten till den enda låt på Nevermind som Channing medverkar på. En annorlunda version av låten, under titeln "(New Wave) Polly", kom med på Incesticide.
"Polly" är baserad på verklig händelse och Cobain fick inspiration att skriva låten efter att han hade läst en nyhetsartikel om en fjortonårig flicka som kidnappades av Gerald Arthur Friend i juni 1987. Flickan hade varit på en rockkonsert och bad sedan om att fått lift hem av Friend. Friend övermannade flickan och hängde upp henne i sitt tak med hjälp ett block och under denna tid torterade och våldtog han henne upprepade gånger. Hon lyckades dock överlista och fly från Friend genom att övertyga honom att hon njöt av våldtäkten och han greps dagen efter av polisen. "Polly" är skriven ur en kidnappares synvinkel och enligt Julianne Escobedo Shepherd på Rolling Stone visar låten på Cobains fascination av det makabra och hans extremt känsliga natur. Escobedo Shepherd ansåg även att Cobains intresse för feminism lyste igenom i "Polly", mycket tack vare inflytandet av hans dåvarande flickvän Tobi Vail. Charles R. Cross uppmärksammade också att "Polly" var skriven ur förövarens synvinkel och han jämförde den med Truman Capotes bok Med kallt blod. Cross ansåg att låten var "häpnadsväckande". Vig kallade låten för "gripande" och "sorgsen" och han ansåg att Cobains röst var fantastisk i "Polly". Låten har harmonistämmor och nästan inget trumspelande utom cymbaler och slagverk. Vig har sagt att på grund av de nedtonade instrumenten gav Krist Novoselics basspelande "Polly" en "puls". Vid ett tillfälle under inspelningen av låten sjöng Cobain orden "Polly said" för tidigt, men det bestämdes att misstaget skulle behållas i den slutgiltiga versionen. Musikjournalisten Ben Thompson ansåg att den senare låten "Rape Me" var en förlängning av "Polly" eftersom de båda låtarna berörde temat våldtäkt. Reggaeartisten Little Roy har spelat in en coverversion av "Polly" på sitt Nirvana-inspirerade album Battle for Seattle. La Dispute spelade in en cover av låten för hyllningsalbumet Whatever Nevermind.

## Låtlista
Alla låtar är skrivna och komponerade av Kurt Cobain, om inte annat anges. 
| Nr | Titel | Längd |
| -- | ----- | ----- |
| 1. | Polly | 3:15  |